# Långegöl (Tuna socken, Småland)
Långegöl är en sjö i Vimmerby kommun i Småland och ingår i Marströmmens huvudavrinningsområde.